# Bernard Laporte
Bernard Laporte (Rodés, Avairon, 1 de juliol de 1964) és un polític i empresari francès. Antigament fou jugador i entrenador de rugbi, havent estat el seleccionador de la selecció de rugbi de França entre 1999 i 2007. Com a polític fou el Secretari d'Estat per a l'Esport amb el Ministre de Salut, Joventut i Esports francès en el segon govern de François Fillon, període comprès entre el 22 d'octubre de 2007 i el 23 de juny de 2009.

## Biografia
Va tenir un accident automobilístic als 20 anys, que uns mesos sumit en un coma profund que va sobreviure miraculosament. Es considera aquest esdeveniment com un punt d'inflexió en la seva vida.

### Jugador i entrenador
Com a jugador, va començar la seva carrera com a jugador a Gaillac. En 1984, es va incorporar a Bègles-Bordeus, on va obtenir el títol francès el 1991 a la Melé meitat. Com a entrenador, entre 1993 i 1995, va estudiar com a entrenador-jugador del club Stade Universitat de Bordeus. A continuació, va prendre les regnes de l'estadi francès com a entrenador el maig de 1995. Que ha plantejat el club del Grup B a l'elit de dos anys. En 1998, va guanyar el campionat francès de rugbi francès i l'etapa en la construcció europea semifinal. En 1999, va guanyar la Copa de França.
Després va ser nomenat obtentor de l'equip de França després de la Copa del Món. Durant el seu mandat, el XV de França va guanyar el 6 nacions torneig en quatre ocasions en 2002, 2004, 2006 i 2007, va fer el Grand Slam dues vegades en 2002 i 2004, i va acabar en quart lloc a la sala d'especejament Mundial 2003 i 2007. Es va mantenir al capdavant de l'equip francès, ja que la majoria dels seus predecessors, encara que va arribar en el conjunt menys èxit: per exemple, l'anterior obtentor, Jean-Claude Skrela, havia quatre anys va guanyar el Grand Slam en dues ocasions (1997 i 1998) i portat a la selecció final de la Copa del Món el 1999. Això no li va impedir perdre el seu lloc com a conseqüència d'aquesta final.
Bernard Laporte és una personalitat carismàtica, que és la delícia dels humoristes, especialment Les Guignols de l'info i l'imitador Nicolas Canteloup.
Els seus vuit anys com a cap de la XV de França s'han caracteritzat per l'enfortiment de l'equip defensiu, que s'ha convertit amb els anys a penes van creuar durant el joc i va reconèixer que un nombre limitat de sancions. Però en general això ha acompanyat d'una virtual desaparició d'estil francès, la imprevisibilitat i la capacitat de puntuació de les proves independentment de les condicions improbables dijous 
El 19 d'octubre de 2007, Bernard Laporte deixa el seu lloc com a obtentor Quinze de França després d'una derrota en contra de l'Argentina (10-34) durant el partit pel tercer lloc a la Copa del Món de Rugbi 2007. Durant els seus dos mandats, l'equip francès s'han jugat 98 jocs amb un rècord de 62 victòries contra 34 derrotes i 2 empats.

### Comentarista
A la tardor de 1999, feu els comentaris sobre els partits de la Copa del Món al País de Gal·les a TF1 amb Christian Jeanpierre. Abans de la Copa del Món el 2007, va decidir unir-se al "Dream Team RMC" amb els seus amics Vicente Moscato, Serge Simon, Richard Pool-Jones, Philippe Saint-André, Denis Charvet. Escriu una columna al diari gratuït Metro.

### Polític
Havent recolzat Nicolas Sarkozy per a l'elecció presidencial de 2007, Bernard Laporte va ser nomenat Secretari d'Estat d'Esports, durant la formació del Govern de François Fillon (2) amb un retard de l'entrada en servei a finals de la Copa del Món el 22 d'octubre de 2007, una petita cartera en comparació amb el que es va anunciar el 19 de juny El seu ministre és Roselyne Bachelot.
El 22 d'octubre de 2007, el Partit Socialista va prendre una posició clara en contra d'aquest nomenament en la roda de premsa que organitza cada setmana. "Bernard Laporte no té res a veure en el govern", va dir Stephane LE Folló, un portaveu del partit, va dir que aquest nomenament va ser una "confusió entre esport, negoci i política "i que reflecteix" una forta amistat entre Nicolas Sarkozy i Bernard Laporte. ". LE Foll Stéphane concloure subratllant que "de Bernard Laporte no té cabuda en el Govern de François Fillon.
La seva àrea de responsabilitat ministerial s'estén a la joventut i la vida comunitària, arran de la remodelació de 18 de març de 2008, però després del nomenament de Martin Hirsch, per al càrrec d'Alt Comissionat per a la Joventut, que simplement es converteix en responsable d'Esports. Va deixar el govern després de la remodelació de 23 de juny de 2009 
Va enfortir el lideratge de França en la lluita contra el dopatge. El juliol de 2008, el parlament va aprovar el projecte de llei "contra el dopatge" prohibida per Bernard Laporte. Objectiu: debilitar als canals de distribució de drogues mitjançant la creació d'un delicte de possessió dels béns i la notificació immediata de fiscal en els casos d'infracció per part dels funcionaris.
Va iniciar la reforma de l'esport d'alt rendiment. L'11 de desembre de 2008, va iniciar la reforma de l'esport d'alt rendiment: al Secretari d'Estat, és a fons el model francès que és més de 50 anys si volem tornar a veure França figuren entre les principals nacions esportives. Amb 4 àrees clau: La creació del francès campus d'excel·lència esportiva "perquè el Secretari d'Estat va anunciar una inversió total de 200 milions d'euros en 2008; "Donar sentit a les paraules quan es parla d'alt nivell, centrats en els millors" significa passar al 15 000 atletes diu "alt nivell" en 5000 (Gran Bretanya només compta 1500); Canviar de direcció lògica de la gestió administrativa i execució: el repte de Laporte és un nou impuls a la cultura de la "guanya" l'esport francès, i la democratització del món esportiu (evolució del sistema electoral dins de les federacions, "Carta de la paritat i la diversitat en el món de l'esport": Bernard Laporte ha provocat fortes reaccions en el si del moviment esportiu pel qual declara la seva intenció de limitar el nombre de mandats dels presidents de les federacions a "posar fi a la inacceptable bretxa entre el moviment esportiu i la realitat de la societat francesa". En la seva salutació a el món de l'esport el 19 de gener de 2009, el president de la República, Nicolas Sarkozy va anar a donar suport al seu Secretari d'Estat sobre aquesta qüestió en afirmar que el cap d'una federació política com "l'energia que està a l'última, que no requereixen l'adopció de mesures".
Va fer la reforma de l'esport professional: un projecte de llei per a la primavera de 2009. Bernard Laporte ha presentat també el 16 de desembre de 2008, la reforma de l'esport professional. Dos informes van ser encarregats per Bernard Laporte, un Eric Besson, en la competitivitat del futbol francès, l'altre a Philippe Séguin sobre els principals esports. L'objectiu de la Secretaria d'Estat d'Esports és traduir les propostes recollides a través d'un projecte de llei que va anunciar en la primavera de 2009. Aquesta reforma té com a objectiu revisar el marc jurídic dels clubs per moure un estatut únic de societat de responsabilitat limitada, per lluitar contra els fenòmens de la violència i el racisme en els estadis. S'acompanya d'un component econòmic per augmentar la seva fortalesa financera (sistema flexible de préstecs als clubs, la reforma de l'impost sobre l'IVA del 5%, l'enfortiment de les directrius nacionals de control de la gestió dels clubs professionals 
Va participar en la presidència francesa de la Unió Europea. A la reunió informal de Ministres d'Esports, presidit per Bernard Laporte a Biarritz els dies 26 i 27 de novembre, els ministres de la UE van adoptar una declaració conjunta sobre les prioritats de França. En particular, el reconeixement de la "especificitat de l'esport" a la pregunta del nombre de jugadors a l'equip nacional (Regla del "6 +5" en el futbol). Vot unànime dels ministres que van portar a la Comissió Europea, inicialment molt tancada sobre la qüestió, per ser més oberta. Ja que aquesta posició sobre la "especificitat de l'esport" s'ha integrat en el Consell Europeu de Caps d'Estat i de Govern, presidit per Nicolas Sarkozy el 12 de desembre de 2008.